# Modèle de chimie-transport CHIMERE

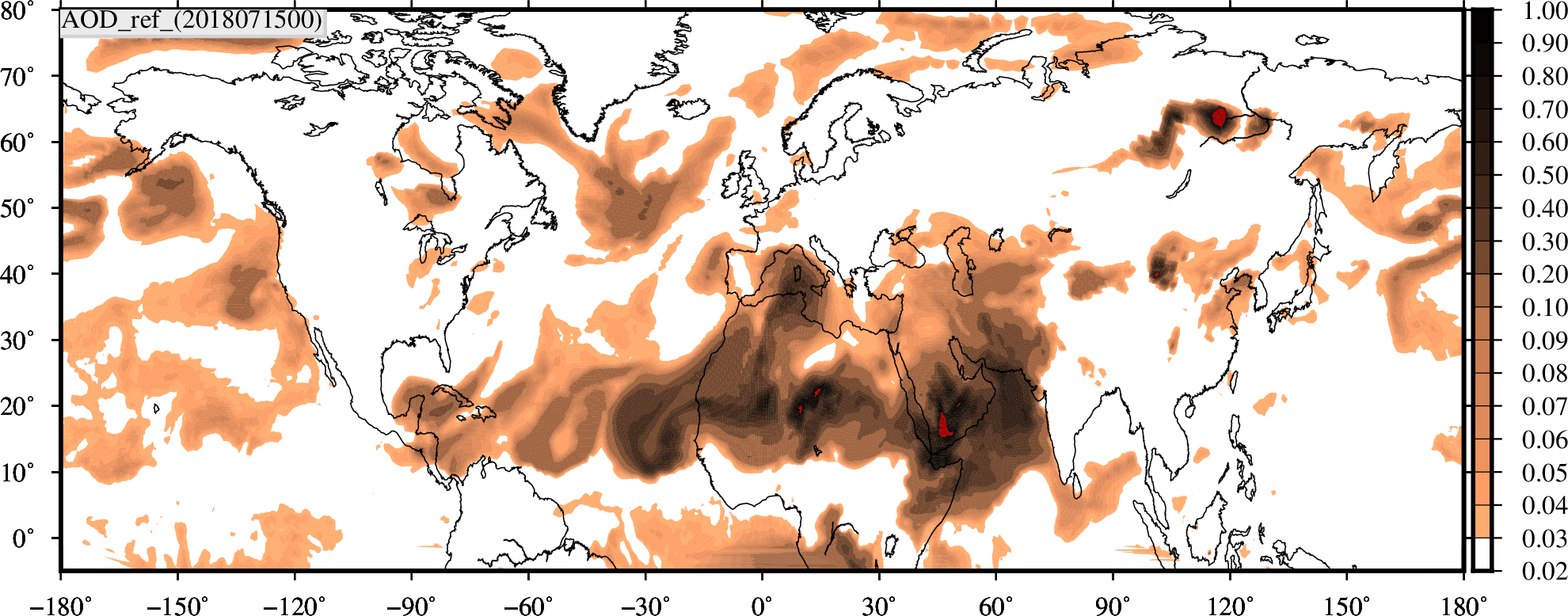
Map of Aerosol Optical Depth simulated by the CHIMERE model

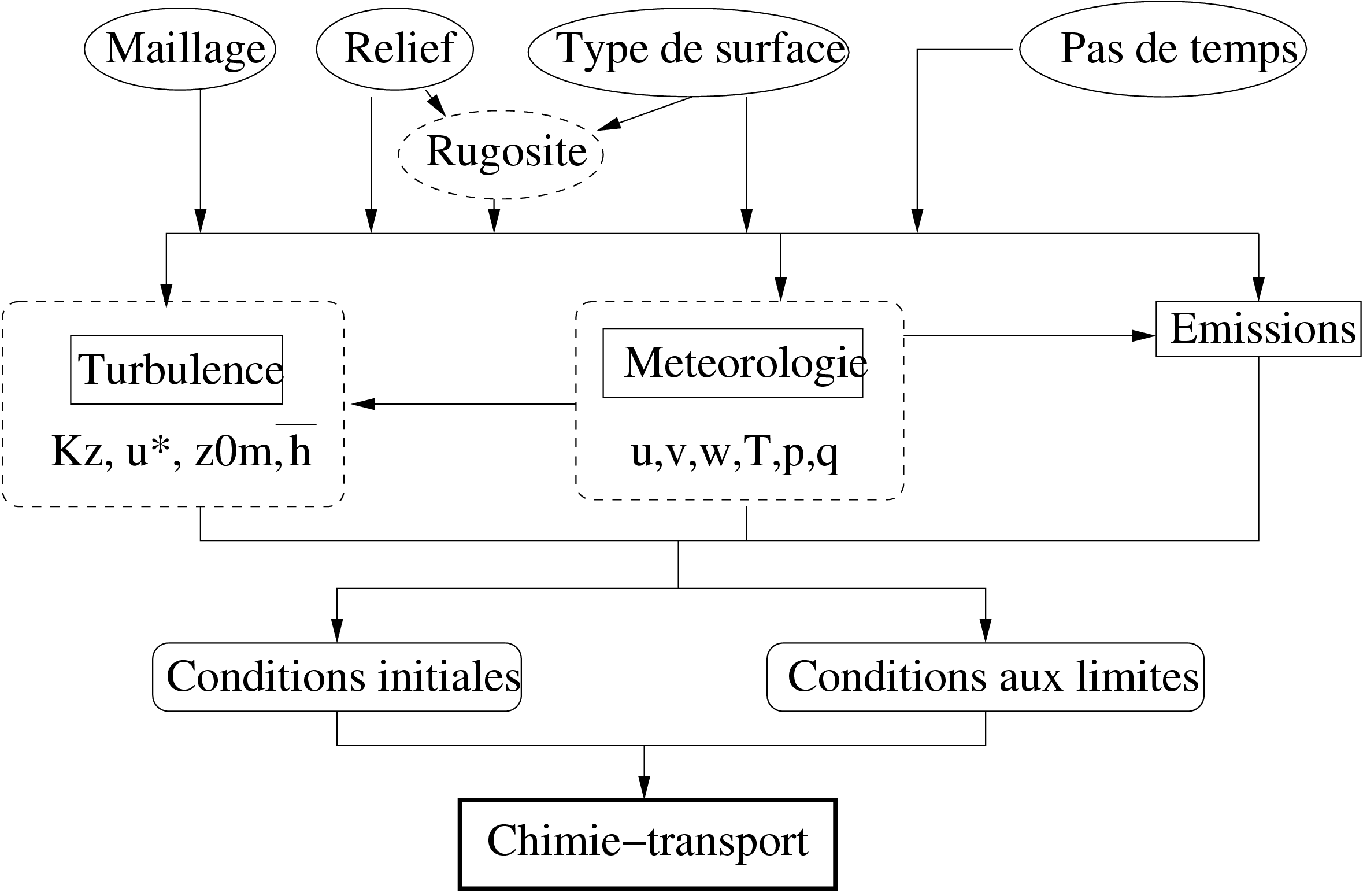
Organigramme général d'un modèle de chimie transport

CHIMERE est un modèle de chimie-transport. C'est un code informatique qui réunit un ensemble d'équations représentant le transport et la chimie d'espèces chimiques et qui permet de quantifier l'évolution d'un panache de polluants en fonction du temps sur différents domaines (de l'urbain au continental). À partir de données de météorologie et de flux d'émissions, CHIMERE permet de calculer des champs tridimensionnels de concentrations de polluants dans l'atmosphère. De par les données d'entrée utilisées, le nombre d'équations à résoudre et la physico-chimie qui y est représentée, CHIMERE est un modèle méso-échelle c'est-à-dire simulant la troposphère (de la surface à 20 hPa, 10 km d'altitude) pour une résolution horizontale de 1 à 100 km et sur des domaines d'étude allant de la ville au continent.

## Les polluants
Les polluants sont des molécules de gaz ou des particules présentes dans l'atmosphère terrestre et considérées comme en surabondance. Au-delà de certains seuils de concentrations, leur teneur dans l'atmosphère peut être toxique pour la végétation et la santé. Ces seuils sont différents pour chaque polluants et font l'objet d'une surveillance horaire et pour l'atmosphère en surface. CHIMERE considère une centaine d'espèces chimiques gazeuses et aérosols y compris ceux surveillés au quotidien: l'ozone O3, les oxydes d'azote NO et NO2, les particules PM (pour particulate matter), le monoxyde de carbone CO et le dioxyde de soufre SO2.

## Les applications possibles
Ce modèle numérique peut être utilisé pour différentes applications:  
1. analyser des épisodes de pollution passés, en comparant finement mesures disponibles et résultats du modèle: cela permet, à la fois de mieux comprendre la mécanique d'un épisode particulier mais aussi de mettre en avant les faiblesses et donc d'orienter les pistes de développements futurs.
2. faire des scénarios: notamment en simulant une première fois une période puis en la “rejouant” en modifiant les émissions par exemple. Cela permet de quantifier le gain que pourrait avoir une baisse réelle ou, au contraire, d'estimer les dommages, à l'avance, d'une augmentation continue et future.
3. réaliser des prévisions de qualité de l'air: typiquement deux à trois jours à l'avance et sur une région donnée. Ce modèle est utilisé par un grand nombre d'agences de surveillance de la qualité de l'air en Europe. En France, c'est notamment le modèle mis en œuvre quotidiennement pour les prévisions de la pollution (dans le cadre de la loi sur l'air de 1996) par AIRPARIF en région Parisienne et Atmo Grand Est dans le Grand Est. En France et au niveau national, CHIMERE est l'outil de modélisation mis en œuvre par l'INERIS pour la plate-forme de prévision PREVAIR.

## Principe du modèle
Le modèle CHIMERE est constitué de trois grands modules: une phase de préparation des données (préprocessing)  indispensables à une simulation, le modèle de calcul des concentrations atmosphériques en lui-même et une phase d'exploitation des résultats (post-processing). Ce principe est vrai pour tous les outils numériques de ce type (voir figure).
- Pre-processing:

Le module de préprocessing contient la préparation des deux forçages nécessaires à un modèle de chimie-transport tout au long de sa simulation (plusieurs jours ou semaines sont calculés avec un pas de temps de quelques secondes): les champs météorologiques et les émissions. D'autres informations sont préparées durant cette étape et représentent les conditions initiales et aux limites (concentrations chimiques, types de sol et de surface, végétation).
- Le modèle CHIMERE

Après lecture de toutes les données d'entrée, le système d'équations différentielles raides incluant toutes les réactions chimiques (avec des espèces ayant de quelques micro-secondes à plusieurs jours de durée de vie) est intégré en temps et en espace. En même temps, le transport (advection et convection), la turbulence, les émissions (une source) et les dépôts secs et humides (des puits) sont traités sous forme de flux qui vont augmenter ou diminuer les concentrations des polluants espèces par espèces, maille par maille et minute par minute.
- Le traitement des résultats:

Le post-processing permet d'exploiter les résultats. Les champs de concentrations en des milliers de points et heure par heure représentent souvent trop d'informations pour en tirer directement des enseignements. Cette étape permet de faire des calculs de scores (par comparaison avec des stations de surface, on cherche à quantifier la précision des calculs par rapport à la réalité), des cartes synthétiques (les maxima d'ozone ou de particules sur une journée par exemple).

## La recherche actuelle avec le modèle
Le modèle CHIMERE est en développement continuel et une nouvelle version du code est mise à disposition des utilisateurs une fois par an. Si la modélisation régionale des espèces gazeuses est relativement maitrisée, il reste encore de grandes incertitudes sur la modélisation des aérosols. Les aérosols ont des origines différentes (anthropiques et urbains, ou des aérosols de combustion de feux, ou des aérosols minéraux) et des temps de vie différents, rendant complexe leur modélisation fine. Les recherches actuelles se tournent vers les impacts sur la santé, cela incluant la conception de modèles d'exposition de la population aux différents polluants mais aussi a à la prise en compte de nouvelles particules à suivre comme les pollens, très allergisants.
La dernière version du modèle inclut des effets dits "on-line". Jusqu'à récemment, ce type de modèle était uniquement "off-line" c'est-à-dire que la météorologie était pré-calculée puis utilisée pour calculer la chimie et le transport des polluants. Dans la dernière version v2020  , les rétroactions entre météorologie et chimie atmosphérique ont été mises en place permettant de calculer de manière plus réaliste l'impact radiatif des aérosols (effets directs) et la formation nuageuse (effets indirects).

## Développement et mise à disposition du modèle
Le modèle est développé par des chercheurs de l'Institut P.S.Laplace CNRS. Le code est développé sous licence de logiciel libre GNU GPL et est disponible sur un site web, http://www.lmd.polytechnique.fr/chimere.